# 貝蘭加山脈

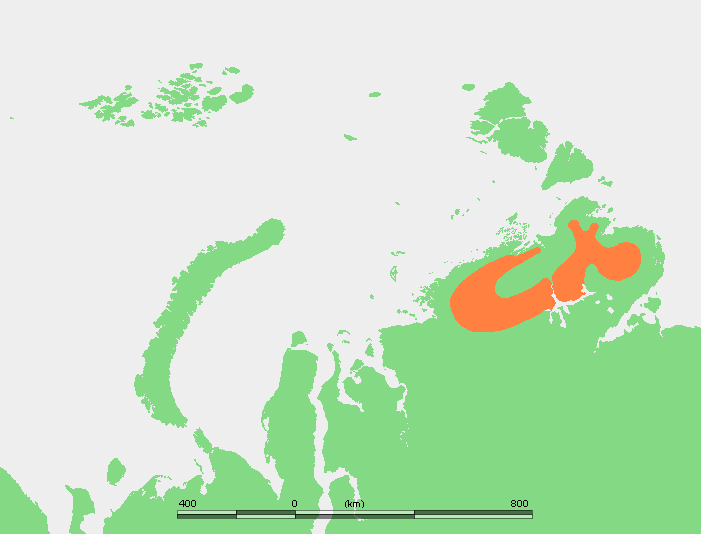
貝蘭加山脈位置

貝蘭加山脈是俄羅斯克拉斯諾亞爾斯克邊疆區的山脈，位於西伯利亞泰梅爾半島中部，東南面有泰梅爾湖，山脈全長1,100公里，平均海拔高度約500米，最高點海拔1,146米。

## 外部連結
- Location （页面存档备份，存于）
- Taymyr area information (there is a picture of the Byrranga mountains over a lake) （页面存档备份，存于）
- Pictures （页面存档备份，存于）
- and Geology （页面存档备份，存于）

76°00′N 108°00′E / 76.000°N 108.000°E